# Os Três Grandes
Os Três Grandes en français : « les trois grands » est le terme portugais donné au groupement des trois plus grandes équipes de football du championnat portugais qui sont le SL Benfica, le FC Porto et le Sporting CP,,.
À eux trois, ces clubs ont remporté toutes les éditions de la Primeira Liga depuis sa création en 1934, à l'exception de la saison 1945-1946 qui a vu la victoire du CF Os Belenenses et de la saison 2000-2001 qui a vu celle du Boavista FC. Le SL Benfica, le FC Porto et le Sporting CP dominent également le palmarès de la coupe du Portugal.
Ainsi, les rencontres entre les trois équipes sont très souvent déterminantes pour l'attribution des titres nationaux et de fortes rivalités se sont développées au fil du temps entre les clubs (Derby de Lisbonne, Dragões vs Leões, O Clássico).

## Histoire
Depuis l'instauration du championnat du Portugal lors de la saison saison 1934-1935, le SL Benfica, le FC Porto et le Sporting CP ont remporté toutes ses éditions à l'exception de deux d'entre elles. Le CF Os Belenenses termine le championnat 1945-1946 un point devant le SL Benfica, alors tenant du titre. En 2001, c'est le Boavista FC qui s'empare du titre aux dépens des trois grands une journée avant la fin du championnat ; le Sporting CP perd ainsi sa couronne.
En plus du championnat portugais, les trois grands dominent également le palmarès de la coupe du Portugal. Le SL Benfica a remporté la compétition 24 fois, FC Porto 16 fois et le Sporting CP 15 fois. En comparaison, les autres clubs vainqueurs de la coupe ne l'ont remporté que 5 fois au maximum.

## Classements
Les tableaux ci-dessous listent les places finales des trois clubs à chaque édition du championnat du Portugal depuis la saison 1934-1935. Même si le championnat est expérimental pour les quatre premières saisons, les titres remportés sont pris en compte par la Ligue portugaise de football professionnel,.
| Saisons / Clubs   |      |      |      |      |      |
|                   | 1935 | 1936 | 1937 | 1938 | 1939 |
| ----------------- | ---- | ---- | ---- | ---- | ---- |
| SL Benfica        | 3    | 1    | 1    | 1    | 3    |
| FC Porto          | 1    | 2    | 4    | 2    | 1    |
| Sporting Portugal | 2    | 3    | 3    | 3    | 2    |

| Saisons / Clubs   |      |      |      |      |      |      |      |      |      |      |      |      |      |      |      |      |      |      |      |      |
|                   | 1940 | 1941 | 1942 | 1943 | 1944 | 1945 | 1946 | 1947 | 1948 | 1949 | 1950 | 1951 | 1952 | 1953 | 1954 | 1955 | 1956 | 1957 | 1958 | 1959 |
| ----------------- | ---- | ---- | ---- | ---- | ---- | ---- | ---- | ---- | ---- | ---- | ---- | ---- | ---- | ---- | ---- | ---- | ---- | ---- | ---- | ---- |
| SL Benfica        | 4    | 4    | 1    | 1    | 2    | 1    | 2    | 2    | 2    | 2    | 1    | 3    | 2    | 2    | 3    | 1    | 2    | 1    | 3    | 2    |
| FC Porto          | 1    | 2    | 4    | 7    | 4    | 4    | 6    | 3    | 5    | 4    | 5    | 2    | 3    | 4    | 2    | 4    | 1    | 2    | 2    | 1    |
| Sporting Portugal | 2    | 1    | 2    | 2    | 1    | 2    | 3    | 1    | 1    | 1    | 2    | 1    | 1    | 1    | 1    | 3    | 4    | 4    | 1    | 4    |

| Saisons / Clubs   |      |      |      |      |      |      |      |      |      |      |      |      |      |      |      |      |      |      |      |      |
|                   | 1960 | 1961 | 1962 | 1963 | 1964 | 1965 | 1966 | 1967 | 1968 | 1969 | 1970 | 1971 | 1972 | 1973 | 1974 | 1975 | 1976 | 1977 | 1978 | 1979 |
| ----------------- | ---- | ---- | ---- | ---- | ---- | ---- | ---- | ---- | ---- | ---- | ---- | ---- | ---- | ---- | ---- | ---- | ---- | ---- | ---- | ---- |
| SL Benfica        | 1    | 1    | 3    | 1    | 1    | 1    | 2    | 1    | 1    | 1    | 2    | 1    | 1    | 1    | 2    | 1    | 1    | 1    | 2    | 2    |
| FC Porto          | 4    | 3    | 2    | 2    | 2    | 2    | 3    | 3    | 3    | 2    | 9    | 3    | 5    | 4    | 4    | 2    | 4    | 3    | 1    | 1    |
| Sporting Portugal | 2    | 2    | 1    | 3    | 3    | 5    | 1    | 2    | 2    | 5    | 1    | 2    | 2    | 5    | 1    | 3    | 5    | 2    | 3    | 3    |

| Saisons / Clubs   |      |      |      |      |      |      |      |      |      |      |      |      |      |      |      |      |      |      |      |      |
|                   | 1980 | 1981 | 1982 | 1983 | 1984 | 1985 | 1986 | 1987 | 1988 | 1989 | 1990 | 1991 | 1992 | 1993 | 1994 | 1995 | 1996 | 1997 | 1998 | 1999 |
| ----------------- | ---- | ---- | ---- | ---- | ---- | ---- | ---- | ---- | ---- | ---- | ---- | ---- | ---- | ---- | ---- | ---- | ---- | ---- | ---- | ---- |
| SL Benfica        | 3    | 1    | 2    | 1    | 1    | 3    | 2    | 1    | 2    | 1    | 2    | 1    | 2    | 2    | 1    | 3    | 2    | 3    | 2    | 3    |
| FC Porto          | 2    | 2    | 3    | 2    | 2    | 1    | 1    | 2    | 1    | 2    | 1    | 2    | 1    | 1    | 2    | 1    | 1    | 1    | 1    | 1    |
| Sporting Portugal | 1    | 3    | 1    | 3    | 3    | 2    | 3    | 4    | 4    | 4    | 3    | 3    | 4    | 3    | 3    | 2    | 3    | 2    | 4    | 4    |

| Saisons / Clubs   |      |      |      |      |      |      |      |      |      |      |      |      |      |      |      |      |      |      |      |      |
|                   | 2000 | 2001 | 2002 | 2003 | 2004 | 2005 | 2006 | 2007 | 2008 | 2009 | 2010 | 2011 | 2012 | 2013 | 2014 | 2015 | 2016 | 2017 | 2018 | 2019 |
| ----------------- | ---- | ---- | ---- | ---- | ---- | ---- | ---- | ---- | ---- | ---- | ---- | ---- | ---- | ---- | ---- | ---- | ---- | ---- | ---- | ---- |
| SL Benfica        | 3    | 6    | 4    | 2    | 2    | 1    | 3    | 3    | 4    | 3    | 1    | 2    | 2    | 2    | 1    | 1    | 1    | 1    | 2    | 1    |
| FC Porto          | 2    | 2    | 3    | 1    | 1    | 2    | 1    | 1    | 1    | 1    | 3    | 1    | 1    | 1    | 3    | 2    | 3    | 2    | 1    | 2    |
| Sporting Portugal | 1    | 3    | 1    | 3    | 3    | 3    | 2    | 2    | 2    | 2    | 4    | 3    | 4    | 7    | 2    | 3    | 2    | 3    | 3    | 3    |

| Saisons / Clubs   |      |      |      |
|                   | 2020 | 2021 | 2022 |
| ----------------- | ---- | ---- | ---- |
| SL Benfica        | 2    | 3    | 3    |
| FC Porto          | 1    | 2    | 1    |
| Sporting Portugal | 4    | 1    | 2    |

## Comparaison de titres
| Équipe            | Championnat du Portugal (1921/22-1937/38) | Championnat du Portugal | Coupe du Portugal | Coupe de la Ligue | Supercoupe du Portugal | Ligue des Champions | Coupe des Coupes | Ligue Europa | Supercoupe de l'UEFA | Coupe Interncontinentale |
| ----------------- | ----------------------------------------- | ----------------------- | ----------------- | ----------------- | ---------------------- | ------------------- | ---------------- | ------------ | -------------------- | ------------------------ |
| SL Benfica        | 3                                         | 37                      | 26                | 7                 | 9                      | 2                   | 0                | 0            | 0                    | 0                        |
| FC Porto          | 4                                         | 30                      | 18                | 0                 | 23                     | 2                   | 0                | 2            | 1                    | 2                        |
| Sporting Portugal | 4                                         | 21                      | 19                | 4                 | 9                      | 0                   | 1                | 0            | 0                    | 0                        |